# Santa Catarina do Monte Sinai
Santa Catarina do Monte Sinai var en portugisisk karack, byggd i Kochin, Portugisiska Indien. Hon var ett av de största krigsfartygen på sin tid och gick i tjänst på Indien. År 1525 försvann fartyget på en returresa till Portugal.

## Beskrivning

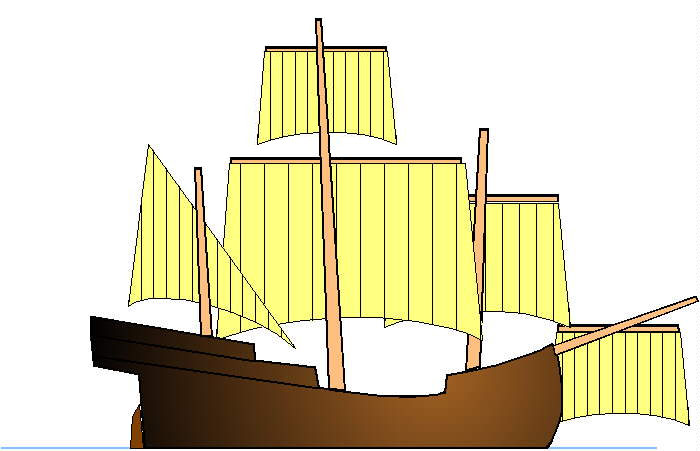
Karackens vanligaste riggning.

Santa Catarina do Monte Sinai började byggas i Koshin i den indiska delstaten Kerala 1512 och levererades till Kungen av Portugal 1520. Fartyget var en karack med sex däck och tre master varav de förliga bar råsegel och den aktra masten två latinsegel.
Fartyget döptes efter martyren Katarina av Alexandria, vilket visade sig vara ett dåligt omen.

## Historia
Santa Catarina blev kung Manuels flaggskepp och det första uppdraget var att föra prinsessan Beatrix till Italien för giftermål med Karl av Savojen.
År 1521 dog kungen och Johan den fromme blev kung. Han var missnöjd med vicekungen av Portugisiska Indien, Duarte de Menezes och utsåg den åldrande Vasco da Gama till vicekung. I april 1524 seglade en flotta om 14 fartyg med Santa Catarina som flaggskepp och förde Gama och förnödenheter till Indien i september. Gama blev malariasjuk och dog den 24 december 1524 i Koshin.

### Försvunnen
Duarte de Menezes och hans bror Luís skickades med skeppen som skulle återvända till Portugal. Historikern Francisco de Andrade (1540-1614) hävdar att Luís de Menezes återvände med Santa Catarina och Duarte de Menezes på skeppet São Jorge. Vad som hände därefter är oklart och det finns flera motstridiga uppgifter.
- Duarte de Menezes uppviglade till myteri och tog kontroll över Santa Catarina och blev korsar i Indiska oceanen.
- Franska korsarer kapade Santa Catarina utanför Afrikas västkust.
- År 1528 attackerades hamnstaden Mombasa av en flotta där Santa Catarina deltog.[4]

År 1603 upptäckte Holländska Ostindiska kompaniet Santa Catarina i Singapore. Santa Catarina do Monte Sinai fördes till Amsterdam och konfiskerades 1604.